# TrES-2b
TrES-2b (Kepler-1b) – planeta pozasłoneczna orbitująca wokół gwiazdy GSC 03549-02811 (TrES-2) położonej w gwiazdozbiorze Smoka.
Planeta ma masę ok. 1,2 MJ. Najprawdopodobniej należy do kategorii gazowych olbrzymów. Krąży po orbicie o promieniu 0,036 j.a. i okresie orbitalnym 2,47 dnia wokół gwiazdy. Odległość zaledwie pięciu milionów kilometrów, jaka dzieli planetę od gwiazdy sprawia, że jej powierzchnia nagrzana jest do temperatury ponad 1200 K (prawie 1000 °C). Jednocześnie jest to bardzo ciemna planeta, która odbija mniej niż 1% docierającego do niej światła. Nieznany jest jeszcze efekt powodujący jej czarne zabarwienie.
Planeta została odkryta w ramach projektu Trans-Atlantic Exoplanet Survey (TrES), a jej istnienie zostało potwierdzone na podstawie informacji obserwacyjnych z Teleskopu Kecka. Była także jedną z pierwszych planet, których tranzyt obserwował Kosmiczny Teleskop Keplera.
| Jowisz | TrES-2b |
| ------ | ------- |
|        |         |